# Angers
Angers (výslovnost [anže], fr. [ɑ̃.ʒe]) je město na západě Francie v departmentu Maine-et-Loire a regionu Pays de la Loire. Je centrum aglomerace, která má 270 000 obyvatel. Město se nachází na břehu řeky Maine. Historicky bylo hlavním městem hrabství a vévodství Anjou.

## Geografie
Sousední obce: Avrillé, Cantenay-Épinard, Écouflant, Saint-Sylvain-d'Anjou, Beaucouzé, Trélazé, Saint-Barthélemy-d'Anjou, Bouchemaine, Sainte-Gemmes-sur-Loire a Les Ponts-de-Cé.

## Historie
Původně zde bylo město Juliomagus pojmenované zřejmě po Juliu Caesarovi, dobyvateli Galie. Později bylo nazýváno podle místních keltských obyvatel Andekávů civitas Andecavorum či Andecavis, ze kterého pochází dnešní jméno.

## Muzea a galérie
- Muzeum krásných umění (Musée des Beaux-Arts) shromažďuje sbírky malby a sochařství od 14. století po současnost.
- Galerie Davida z Angers (Galerie David d'Angers) spravuje sbírku tohoto sochaře 19. století.
- Musée Pincé, je muzeum starověkého umění řeckého, římského, etruského, egyptského, japonského a čínského.
- Muzeum Jeana Lurcata a současné tapisérie (Musée Jean Lurçat et de la Tapisserie contemporaine) je umístěno ve Špitálu sv. Jana, nejstarší budově nemocnice ve Francii. Vystavuje mimo jiné slavný gobelín Zpěv světa a jiné práce od Jeana Lurçata.
- Přírodovědecké muzeum (Musée d’histoire naturelle d’Angers) je umístěno v renesanční budově hotelu (Hôtel Demarie-Valentin) z roku 1521.

Uvnitř hradu Angers je ve speciální galerii vystavena tapisérie Apokalypsy, kterou na konci 14. století objednal Ludvík I. Neapolský. Je to více než 140 metrů dlouhá, největší středověká tapisérie na světě. Scény navržené Jeanem Bondolem, inspirované iluminacemi rukopisů, ilustrují Zjevení svatého Jana.

## Vývoj počtu obyvatel
Počet obyvatel

## Vzdělání
- École supérieure des sciences commerciales d'Angers

## Partnerská města
- Bamako, Mali, 1974
- Corpus Christi, USA
- Haarlem, Nizozemsko, 1964
- Jen-tchaj , Čína, 2006
- Osnabrück, Německo, 1964
- Pisa, Itálie, 1982
- Sevilla, Španělsko, 2000
- Södertälje, Švédsko, 1998
- Wigan, Spojené království, 1988